# Vitas
Vitas (ros. Витас), właśc. Witalij Władasowicz Graczow (ur. 19 lutego 1979 w Dyneburgu) – ukraiński i rosyjski piosenkarz, kompozytor, aktor i projektant mody.

## Biografia
Urodził się 19 lutego 1979 roku w Dyneburgu w Łotewskiej Socjalistycznej Republice Radzieckiej. Wkrótce po tym jego rodzina przeprowadziła się na Ukrainę do Odessy, gdzie ukończył szkołę nr 35. Przez trzy lata uczęszczał do szkoły muzycznej, gdzie uczył się grać na akordeonie. Grał w teatrze plastycznym i parodii wokalnej, gdzie poznał Siergieja Pudowkina, swojego przyszłego producenta. Po ukończeniu dziewięciu klas szkoły średniej przeprowadził się do Moskwy i rozpoczął swoją karierę muzyczną jako Vitas.
W Rosji po raz pierwszy pojawił się na scenie w grudniu 2000 roku. Popularność zdobył, śpiewając kontratenorem (tzw. męski sopran) przebój Opera #2. Jego głos mieści się w zakresie 5-oktawowym. Pozwala to mu osiągać rejestr gwizdkowy.
Śpiewa głównie po rosyjsku. Jego piosenki i teledyski to mieszanina stylów i gatunków muzycznych – od techno do niektórych arii operowych wykonywanych w konwencji estradowej, popularnej, crossover. Wykonuje także tradycyjne piosenki popularne znanych kompozytorów rosyjskich, w tym Aleksandry Pachmutowej.
Po 2003 roku koncertował na wszystkich kontynentach, w tym w kilku krajach Europy. Po 2007 roku cieszył się największą popularnością w Chinach, na Tajwanie i w Japonii, gdzie odbył po kilka tras koncertowych. W samych Chinach po pierwszym koncercie sprzedał 12 milionów płyt. W Polsce wystąpił dwukrotnie w Sali Kongresowej w 2012 i 2013. W tym samym roku nagrał wspólnie z Marylą Rodowicz przebój „Crane's Crying”. Koncertował również z Demisem Roussosem i Luciem Dallą.

## Życie prywatne
Źródła chińskie podkreślały jego metroseksualność i tajemnicze życie prywatne, ponieważ artysta nie ujawniał informacji na temat swojego życia osobistego. W efekcie różne źródła podawały różny rok jego urodzenia oraz nieprawdziwe miejsce urodzenia. Artysta nigdy nie korygował tych nieścisłości. Zmieniło się to 10 maja 2013, kiedy to Vitas uczestniczył jako kierowca samochodu w kolizji drogowej w Moskwie, potrącając rowerzystkę. Według rosyjskich stacji telewizyjnych, m.in.: Pierwyj kanał, Rossija 1, był on pod wpływem alkoholu. Stacje te również opublikowały zdjęcie jego ukraińskiego prawa jazdy, ujawniając wszystkie jego dane osobowe.

## Dyskografia

### Albumy
| Tytuł rosyjski                                      | Tytuł angielski                                       | Rok  |
| --------------------------------------------------- | ----------------------------------------------------- | ---- |
| Философия чуда                                      | Philosophy of Miracle                                 | 2001 |
| Улыбнись                                            | Smile!                                                | 2002 |
| Мама                                                | Mama                                                  | 2003 |
| Песни моей мамы                                     | The Songs of My Mother                                | 2003 |
| Поцелуй длиною в вечность                           | A Kiss as Long as Eternity                            | 2004 |
| Возвращение домой                                   | Return Home                                           | 2006 |
| Возвращение домой II                                | Return Home Part 2                                    | 2007 |
| Хиты XX века                                        | Hits of the 20th Century                              | 2008 |
| Свет нового дня                                     | The Light of a New Day                                | 2008 |
| Скажи, что ты любишь                                | Say You Love                                          | 2009 |
| Grand Collection                                    | Grand Collection                                      | 2010 |
| Шедевры трёх веков                                  | Masterpieces of Three Centuries                       | 2010 |
| Романсы                                             | Romances                                              | 2011 |
| Мама и сын                                          | Mother & Son                                          | 2011 |
| Только ты. История моей любви, Часть 1              | Only You. My Love Story, Part I                       | 2013 |
| Я подарю тебе весь мир. История моей любви, Часть 2 | I'll Give You the Whole World. My Love Story, Part II | 2014 |

### Single
| Tytuł rosyjski  | Tytuł angielski    | Rok  |
| --------------- | ------------------ | ---- |
| Опера №2        | Opera #2           | 2001 |
| До свидания     | Good-bye           | 2001 |
| Свет Нового Дня | Light of a New Day | 2008 |

### Teledyski
| Tytuł rosyjski            | Tytuł angielski          | Rok  |
| ------------------------- | ------------------------ | ---- |
| Опера № 1                 | Opera #1                 | 2001 |
| Опера № 2                 | Opera #2                 | 2001 |
| Блаженный Гуру            | Blessed Guru             | 2001 |
| Улыбнись!                 | Smile!                   | 2002 |
| Звезда                    | The Star                 | 2003 |
| Мама                      | Mama                     | 2003 |
| Птица Счастья             | The Bird of Happiness    | 2004 |
| Поцелуй Длиною В Вечность | Kiss As Long As Eternity | 2004 |
| Берега России             | Shores of Russia         | 2005 |
| Лючия ди Ламмермур        | Lucia Di Lammermoorr     | 2006 |
| Криком Журавлиным         | Crane’s Crying           | 2006 |
| ЯМАЙКА                    | Jamaica                  | 2007 |
| La Donna Mobile           | La Donna Mobile          | 2009 |
| Люби Меня                 | Love Me                  | 2010 |
| Раз Два Три               | One Two Three            | 2011 |
| Фронтовики                | War Veterans             | 2012 |
| Мне бы в небо             | Up in the Air            | 2012 |